# If These Walls Could Talk
If These Walls Could Talk - ou Si les murs racontaient au Québec - est un téléfilm américain réalisé par Cher et Nancy Savoca et diffusé en 1996.
Il aborde au travers de l'histoire de trois femmes, à des époques différentes, le sujet de l'avortement et les réactions de la société américaine face à un tel choix.

## Synopsis
- 1952 : Claire Donnely (Demi Moore) est une jeune veuve de guerre.
- 1974 : Barbara Barrows (Sissy Spacek) est mère d'une famille nombreuse.
- 1996 : Christine Cullen (Anne Heche) est étudiante.

Toutes trois vivent dans la même maison, chacune à son époque. Si les murs de cette maison pouvaient parler (« If these walls could talk »), ils raconteraient l'histoire de ces femmes qui affrontent les préjugés, les tabous, la honte d'une société où les femmes ne sont pas encore, ou peu, valorisées. Toutes trois vont se battre et vivre les drames liés à la décision d'avorter, pour de nombreuses raisons et surtout par manque de choix. Elles vont devoir affronter les regards, les remarques, mais aussi les lois, et la violence de certains militants anti-avortement.

## Fiche technique
- Titre original : If These Walls Could Talk
- Titre français : Si les murs racontaient
- Réalisation : Nancy Savoca (1952, 1974) et Cher (1996)
- Scénario :  Pamela Wallace, Earl W. Wallace et Nancy Savoca (1952), Susan Nanus et Nancy Savoca (1974), I. Marlene King et Nancy Savoca (1996)
- Décors : Hilda Stark
- Costumes : Jacqueline G. Arthur
- Photographie : Ellen Kuras (1952), Bobby Bukowski (1974), John Stanier (1996)
- Montage : Elena Maganini, Beth Jochem Besterveld (1952, 1974) ; Peter Honess et Beth Jochem Besterveld (1996)
- Musique : Cliff Eidelman
- Production : Demi Moore, Suzanne Todd (en) ; Martin Ganz, Doris Kirch (coproducteurs)
- Sociétés de production : HBO NYC Productions, Moving Pictures
- Société de distribution : HBO
- Pays d'origine : États-Unis
- Langue : anglais
- Format : Couleurs  - 35 mm (Panavision) - son Dolby
- Genre : Drame
- Durée : 97 minutes
- Dates de première diffusion :  États-Unis : 13 octobre 1996 (HBO) ;  France : ?

## Distribution

### 1952
- Demi Moore : Claire Donnelly
- Shirley Knight : Mary Donnelly
- Catherine Keener : Becky Donnelly
- Jason London : Kevin Donnelly
- CCH Pounder : l'infirmière Jenny Ford
- Kevin Cooney : le docteur Kramer
- Robin Gammell : Jim Donnelly
- Phyllis Lyons : Audrey
- Tim DeKay : le mari de Becky Donnelly

### 1974
- Sissy Spacek : Barbara Barrows
- Xander Berkeley : John Barrows
- Hedy Burress : Linda Barrows
- Janna Michaels : Sally Barrows
- Ian Bohen : Scott Barrows
- Zack Eginton : Ryan Barrows
- Joanna Gleason : Julia
- Harris Yulin : le professeur Speras
- Jordana Spiro : Alison
- Michael David Carter : un étudiant
- Tyffany Kyler : un étudiant

### 1996
- Cher : le docteur Beth Thompson
- Anne Heche : Christine Cullen
- Jada Pinkett Smith : Patti
- Eileen Brennan : Tessie
- Lindsay Crouse : Frances White
- Craig T. Nelson : Jim Harris
- Diana Scarwid : Marcia Schulman
- Lorraine Toussaint : Shameeka Webb
- Rita Wilson : Leslie
- Georganne LaPiere : la directrice de la clinique